# Luis Arboleda
Luis Arboleda – kolumbijski zapaśnik walczący w obu stylach. Zajął piąte miejsce na igrzyskach panamerykańskich w 1979. Dwa medale na igrzyskach boliwaryjskich w 1985 roku.